# Saint-Martin-de-Mailloc
Saint-Martin-de-Mailloc è un comune francese di 890 abitanti situato nel dipartimento del Calvados nella regione della Normandia.

## Società

### Evoluzione demografica
Abitanti censiti